# Моностих
Моностих (также однострок, однострочие) — литературная форма: произведение, состоящее из одной стихотворной строки.

## История
«Рим золотой, обитель богов, меж градами первый».
Принято считать, что однострочные стихотворения возникли уже в античной поэзии, хотя совершенно достоверных подтверждений этому нет: большинство дошедших до нас однострочных текстов древнегреческих и римских авторов представляют собой, по-видимому, обломки не сохранившихся полностью стихотворений, хотя моностих Авсония «Рим», кажется, представляет собой исключение, а по поводу нескольких эпиграмм Марциала существуют определённые сомнения. Однако в последующей культуре (зачастую уже в позднеантичный период) такие фрагменты бытовали как самодостаточные, становясь объектом имитации позднейших (чаще всего анонимных) авторов, так что возможность однострочного стихотворения европейской литературной традицией подразумевалась. Новую жизнь вдохнула в эту экзотическую стихотворную форму модернистская поэзия начала XX века: моностих Гийома Аполлинера «Поющий» (1914) положил начало однострочным экспериментам не только французских, но и английских (Ральф Ходжсон), американских (начиная с Айвора Уинтерса), итальянских (Унгаретти), румынских (Ион Пиллат), латиноамериканских (Пабло Неруда) поэтов. Русская поэзия, однако, обратилась к литературному моностиху двумя десятилетиями раньше, когда Валерий Брюсов опубликовал своё знаменитое однострочное сочинение «О закрой свои бледные ноги» (1894; так, без запятой после «О»!), вызвавшее бурную реакцию российской литературной мысли, в том числе резкие отповеди Владимира Соловьёва и Василия Розанова. Впрочем, моностихи публиковали ещё на рубеже XVIII—XIX вв. Державин, Карамзин и граф Хвостов, однако эти тексты создавались в рамках жанрового канона эпитафии и не оказали влияния на дальнейшее развитие формы.
На протяжении XX века моностих во всех основных западных поэзиях, в том числе и в русской, прошел путь эстетической нормализации, превратившись в редкую, но закономерную, не связанную с эпатирующим эффектом форму поэтического высказывания; в России, в частности, к моностиху обращались такие разные авторы, как Константин Бальмонт, Даниил Хармс, Илья Сельвинский, Лев Озеров, Геннадий Айги, Иван Жданов и др. На рубеже 1980-90-х гг. поэт Владимир Вишневский даже создал на основе моностиха собственный авторский жанр, принесший широкую популярность и автору, и использованной им форме. В англоязычной поэзии заметное влияние на расцвет моностиха было оказано усвоенным из японской поэзии стихотворным жанром хайку, в оригинале представляющим собой — вопреки привычке русского читателя к трехстрочной форме — один столбец иероглифов; в конце 1990-х гг. с начавшейся экспансией хайку в русскую поэзию развитие русского моностиха также получило новый стимул.

## Однострок и теория поэзии
С точки зрения литературной теории моностих представляет собой парадоксальное явление, поскольку многие определения стиха явно или неявно требуют наличия в стихотворном тексте более чем одной строки. Стремление к научной последовательности заставило поэта и теоретика Владимира Бурича объявить, что однострочные тексты нельзя рассматривать ни как стихотворные, ни как прозаические: Бурич предложил выделить их в особый, третий класс текстов, и назвал такие тексты «удетеронами» (от греческого «ни тот ни другой»). С теми или иными оговорками позицию Бурича поддержали такие крупные русские теоретики литературы, как Михаил Гаспаров и Юрий Орлицкий. Однако такая теоретическая позиция вступает в критическое противоречие с читательской интуицией: трудно поверить, что однострочный текст Владимира Вишневского «И долго буду тем любезен я и этим…», мгновенно опознаваемый в качестве шестистопного ямба и представляющий собой ироническую трансформацию строки из знаменитого стихотворения Пушкина «Памятник», вопреки очевидности сам по себе стихотворным не является. В поисках такого понимания самого явления стиха, какое не будет заводить в тупик при обращении к однострочным текстам, специалисты, начиная с Максима Шапира, обращаются к стиховедческой концепции Юрия Тынянова, для которого главным признаком стиха были происходящие в стиховой речи изменения словесной семантики под действием ритма, иначе говоря — давление звучания на значение. Таким образом проблема моностиха из сугубо периферийной превращается в один из краеугольных камней стиховедения, оказывая непосредственное влияние на выбор той или иной научной парадигмы.

## Терминология
Некоторые специалисты предпочитают термину «моностих» образованный Владимиром Марковым по аналогии термин «однострок». За пределами научной литературы моностих называют и одностишием; в стиховедческой терминологии, однако, это слово чаще используется для обозначения изолированного (отделенного от остального текста отбивками) стиха в многострочном стихотворении.